# Herbert West–Reanimator
Herbert West—Reanimator is een kort horrorverhaal van de Amerikaanse schrijver H. P. Lovecraft. Het verhaal bestaat uit zes hoofdstukken, die tussen oktober 1921 en juni 1922 werden geschreven en gepubliceerd in het tijdschrift Home Brew, uitgegeven door Lovecraft’s vriend George Julian Houtain.

## Achtergrond
Het verhaal is geschreven in de eerste persoon. De verteller is een niet bij naam genoemde man.
Herbert West—Reanimator werd door Lovecraft geschreven als parodie op Mary Shelleys roman Frankenstein. Het is een van de eerste verhalen waarin zombies voorkomen die ontstaan uit wetenschappelijke experimenten. Tevens is dit het eerste verhaal uit de werken van Lovecraft waarin de fictieve universiteit Miskatonic University wordt genoemd; deze zou in latere verhalen een grotere rol gaan spelen.
Lovecraft was zelf niet erg tevreden met Herbert West—Reanimator en schreef het verhaal volgens eigen zeggen puur voor het geld. Hij was er bijvoorbeeld geen voorstander van dat het een vervolgverhaal moest worden, waardoor hij gedwongen was elk hoofdstuk af te sluiten met een cliffhanger en elk nieuw hoofdstuk met een samenvatting van de vorige hoofdstukken moest beginnen.

## Plot
From the Dark
In dit hoofdstuk worden de verteller en zijn vriend Herbert West voorgesteld. West blijkt onlangs te zijn verdwenen en de verteller begint zijn verhaal met een terugblik op hun eerste samenwerking, zeventien jaar eerder. Ze zijn op dat moment allebei derdejaarsstudenten medicijnen aan de Miskatonic University in Arkham. West heeft de theorie ontwikkeld dat er niet zoiets bestaat als een ziel, maar dat het menselijk lichaam feitelijk niks meer is dan een complexe machine in gang gehouden door een reeks chemische reacties. Afgaand op deze theorie concludeert hij dat het mogelijk moet zijn een dood lichaam weer tot leven te brengen door de chemische reacties opnieuw op te starten. Hij doet in het geheim experimenten en slaagt erin een elixer te ontwikkelen dat in theorie een lichaam weer leven in moet kunnen blazen. Zijn testen op dieren zijn echter weinig succesvol. Bovendien blijkt voor elk soort organisme een andere samenstelling van het elixer nodig te zijn, waardoor testen op proefdieren alleen niet volstaan; het moet op een mens getest worden. Samen met de verteller zet West een geheim lab op in een verlaten boerderij. Op een avond bemachtigen ze het lijk van een net die dag overleden jongeman, door het ’s nachts op te graven. Ze nemen het mee naar hun lab en injecteren het met Wests elixer, maar er volgt geen reactie en lange tijd lijkt het experiment een mislukking. Wanneer West en de verteller even de kamer verlaten om een nieuw mengsel te maken, horen ze een onmenselijke schreeuw uit het lab. De twee slaan verschrikt op de vlucht en stoten daarbij een lantaarn om, waardoor de boerderij afbrandt. Het lijk wordt nooit teruggevonden en de volgende dag blijkt het graf van de jongeman, wat West en de verteller weer zorgvuldig dicht hadden gemaakt, zwaar te zijn beschadigd. Alsof er zonder gereedschap in de grond geklauwd is.
The Plague-Daemon
Enige tijd is verstreken en West heeft zijn elixir verbeterd. Dan breekt een vlektyfusepidemie uit in Arkham, waardoor alle leraren en studenten worden ingezet als noodartsen. Voor West is dit de gelegenheid om toegang te krijgen tot nieuwe lichamen voor zijn experimenten. Alle pogingen draaien op niets uit. Wanneer Halsey, de decaan van de universiteit, ook sterft aan een tyfusinfectie, besluit West het elixer op hem te proberen. Halsey was altijd sceptisch over Wests theorie en West wil hem kostte wat het kost bewijs leveren dat zijn theorie klopt. Ditmaal werkt het elixer, maar omdat Halsey al zo lang dood was, is zijn brein dusdanig beschadigd dat hij verandert in een moordlustige kannibaal. Hij slaat West en de verteller bewusteloos en richt een slachtpartij aan in de stad, alvorens te worden gevangen en opgesloten in een inrichting. Daar heeft hij zestien jaar met zijn hoofd tegen een muur geslagen voor hij ontsnapte.
Six Shots by Moonlight
West en de verteller zijn afgestudeerd en beginnen samen een dokterspraktijk in het dorpje Bolton. West is nog altijd van plan zijn elixer te verbeteren, maar weet nu dat hij het alleen op zeer recentelijk overleden mensen moet gebruiken om incidenten zoals met Haley te voorkomen. Hij krijgt een nieuw kans wanneer hij en de verteller het lijk bemachtigen van een Afro-Amerikaan die is omgekomen bij een illegale bokswedstrijd. Wests elixer lijkt echter niets te doen, dus begraven hij en de verteller het lijk in een verlaten veld. Enkele dagen later blijkt er een kind te worden vermist. Die nacht blijkt de bokser toch weer tot leven te zijn gekomen en de moordenaar van het kind te zijn. Ditmaal is West voorbereid en schiet hij de man neer wanneer hij komt aankloppen.
The Scream of the Dead
De verteller keert terug van vakantie en ontdekt bij thuiskomst dat West wederom een lijk heeft bemachtigd. Ditmaal heeft hij het lijk met een zelf uitgevonden middel gebalsemd om het in perfecte staat te houden. Volgens West is de dode man een reizende verkoper die een hartaanval kreeg tijdens een bezoek aan Wests kliniek. In het bijzijn van de verteller injecteert West het lijk met zijn elixer en voor de eerste keer ooit werkt het naar behoren; de man komt eventjes weer tot leven en blijkt gewoon aanspreekbaar. Na een paar minuten verliest het elixer echter zijn uitwerking. Nog net voor de man weer sterft, doet hij een uitspraak waarin sterk de indruk wordt gewekt dat West hem eigenhandig heeft vermoord.
The Horror From the Shadows
Vijf jaar zijn verstreken sinds het vorige hoofdstuk. De Eerste Wereldoorlog is uitgebroken en West en de verteller zijn beide als legerartsen gestationeerd in Vlaanderen. Nu is gebleken dat hij mensen inderdaad kan terughalen uit de dood, heeft West de grenzen van zijn onderzoek verlegd; in plaats van hele lijken in één keer tot leven te brengen, wil hij nu proberen of hij dat ook met individuele lichaamsdelen kan. Ook wil hij onderzoeken of delen van een lichaam per se aan elkaar verbonden moeten zijn om ze één bewustzijn te laten delen. West raakt in het leger bevriend met majoor Eric Moreland Clapham-Lee, die eveneens arts is en West’s theorieën deelt. Wanneer Clapman omkomt wanneer het vliegtuig waar hij in zit neerstort, probeert West hem te redden via zijn elixer. Clapmans lijk blijkt bijna geheel onthoofd te zijn door de crash. West ziet zich daarom genoodzaakt het hoofd te scheiden van het lichaam en alleen het hoofdloze lichaam weer tot leven te brengen. Het lukt, maar met twee onvoorziene gevolgen; allereerst begint Lee meteen nadat hij weer tot leven is gekomen zijn laatste momenten in het vliegtuig te herbeleven, en tot verbazing en afschuw van zowel West als de verteller begint het losse hoofd van Lee opeens te schreeuwen. Direct daarna wordt het noodziekenhuis waarin de drie zich bevinden gebombardeerd. West en de verteller worden als enige overlevenden uit het puin gered, maar West is er niet gerust op dat Lee echt weer dood is en er nu dus ergens een zombie rondloopt met dezelfde kennis over het elixer als West zelf.
The Tomb-Legions
Een jaar na te zijn teruggekeerd van de oorlog is West in een depressie beland. Dit wordt verergerd wanneer hij in de krant leest dat Halsey uit de inrichting is ontsnapt; hij is bevrijd door een groep vreemd uitziende mannen geleid door een man met een wassen hoofd, die volgens getuigen sprak als een buikspreker. Dit is overduidelijk Eric Moreland Clapham-Lee. Die avond wordt een kist geadresseerd aan West afgeleverd bij de kliniek. West staat erop dat ze de kist niet openen, maar meteen verbranden. Terwijl de verteller en West de kist naar de kelder dragen en in de oven daar verbranden, dringen Lee en een leger zombies door de muren van de catacomben onder het huis naar binnen. West wordt door hen uit elkaar getrokken, waarna Lee Wests hoofd meeneemt als trofee en met zijn zombies verdwijnt. De verteller wordt de volgende dag opgepakt en ondervraagt over de vermiste Herbert West. Hij kan hen echter niet veel vertellen daar ze hem toch niet zouden geloven.

## Bewerkingen
Het verhaal werd onder andere gepubliceerd in het tijdschrift Weird Tales in 1942, en bewerkt tot strip voor het stripblad Weird Science in 1950.
In 1985 werd het verhaal verfilmd als Re-Animator door regisseur Stuart Gordon. De film behandelt enkel de eerste twee hoofdstukken. De film kreeg twee vervolgen Bride of Re-Animator, die de laatste twee hoofdstukken volgt, en Beyond Re-Animator, die weinig meer te doen heeft met Lovecraft’s verhaal.
Een audioboek van het verhaal werd in 1999 uitgebracht.